# Ferreto dei Ferreti
Ferreto dei Ferreti (Vicenza, 1297? – Vicenza, marzo 1337) è stato un cronista medievale, attivo nella prima metà del Trecento. È stato uno dei primi letterati ad aver studiato Dante Alighieri.

## Biografia

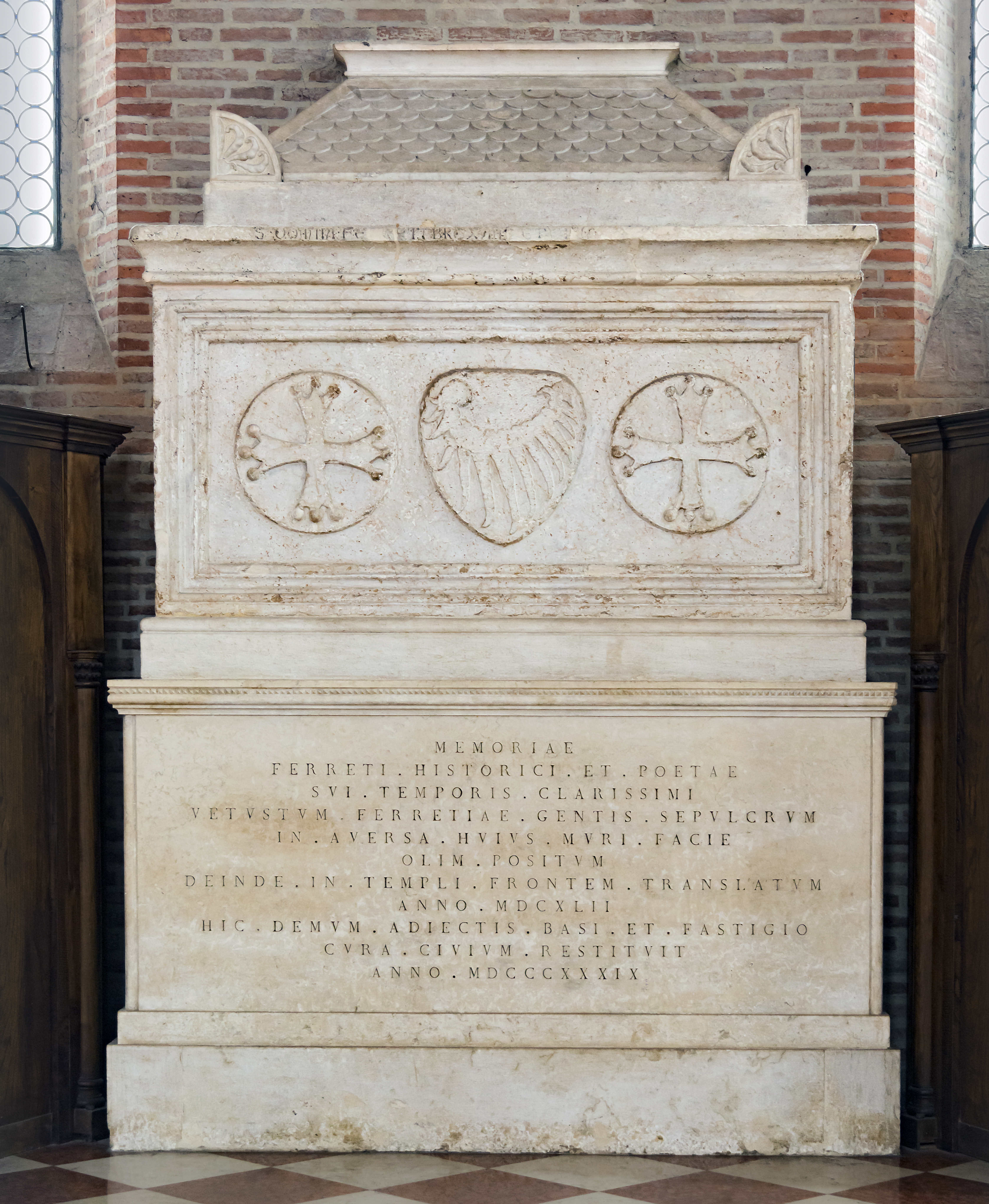
Urna di Ferreto de'Ferreti Chiesa di San Lorenzo (Vicenza)

Figlio di Giacomo e di Costanza, secondo quanto accennato da lui stesso sarebbe nato tra il 1294 e il 1297. Più sicura è la sua nascita a Vicenza in una famiglia di probabili origini padovane: il nonno Ferreto (detto "Brexani" o "Brexane") era notaio della Camera di Vicenza sin dal 1266, dopo che questa città si era sottomessa alla più potente Padova. Notai furono pure il padre Giacomo e lo zio Donato; non è chiaro se fosse suo zio anche un Ferreto, il cui figlio Bonamico aveva intrapreso la carriera di giudice.
Era secondo di quattro fratelli, preceduto da Francesco, alienato mentale, e seguito da Citaino (che pure esercitò il notariato) e da Fontana.
Della sua giovinezza si hanno pochissime notizie. Rimasto presto orfano del padre (1302), date le condizioni del primogenito dovette assumere il ruolo di capofamiglia, sotto la tutela dalla madre e dello zio Donato. Visse sempre nella casa paterna in contrada San Faustino; al momento della sua morte, i fratelli Citaino e Fontana risultavano ancora con lui conviventi.
Potrebbe aver conosciuto Dante alla corte di Cangrande I della Scala di cui fu amico.

## Opere
Fu autore di una Historia in cinque libri, cominciata intorno al 1330, rimasta interrotta a causa della sua morte. 
In quest'opera, che racconta le vicende storiche dopo la morte dell'imperatore Federico II avvenuta nel 1250, descrisse gli avvenimenti fino al 1318, con particolare riguardo alla sua Vicenza, ma con tale larghezza di vedute da offrire una storia quasi universale.
La narrazione è dichiaratamente dalla parte dell'Impero. 
Compose anche un poema, De Scaligerorum origine, e alcuni altri carmina in morte di Benvenuto Campesani e uno, incompiuto, in morte di Dante.